# Bicicleta BMX
A bicicleta BMX (do inglês: bicycle-motocross) é um tipo de bicicleta especial, inicialmente desenvolvida para a prática esportiva do ciclismo de estrada (off-road). Surgiu como uma imitação da motocicleta de motocross nos Estados Unidos, na década de 1970 junto aos movimentos ecológicos e movimentos de desvalorização do automóvel.

## Conceito
O termo "BMX" é uma sigla em inglês para "bicycle-motocross" ou "bicycle-motoX" (bike-BMX), que em português representa "bicicleta-motocross", um cruzamento entre a bicicleta e a modalidade esportiva motocross, que é abreviado como "bicicross". O BMX surgiu devido à paixão do estadunidense pelo motocross.

## História
A Segunda Guerra Mundial arrasou as regiões envolvidas (Europa, parte da África e, Japão). Os Estados Unidos porém despontam como superpotência mundial e com indústrias mais fortalecidas, que fizeram pressão para a ampliação da infraestrutura automobilística na Europa.
Mas o automobilística começa a gerar alguns problemas: altos índices de acidentes; aumento da poluição, e; perda da qualidade da cidade. Assim surgem os primeiros movimentos ambientalistas e de contracultura do automóvel (Holanda e Dinamarca), somado a Conferência de Estocolmo das Nações Unidas sobre o meio ambiente em 1972 e, a crise do petróleo de 1973.
As pressões populares fizeram com que os governos reconstruíssem a infraestrutura cicloviária. E grandes áreas do centros da cidades tiveram o acesso bloqueados para automóveis. Em 1974, iniciam-se as manifestações na América do Sul. Neste contexto, surgem nos Estados Unidos os movimentos pró-bicicleta e os primeiros modelos para o BMX (bicicross) e Mountain Bike (MTB), contribuindo para o público infanto-juvenil aderir o ciclismo e os esportes nesta área.
Em 1981, foi fundada a Federação Internacional de BMX, no ano seguinte realizou a primeira competição mundial.

## Características
A bicicleta BMX foi inicialmente desenvolvida para a prática esportiva do ciclismo off-road, chamado de corrida de BMX, posteriormente foi adaptada para acrobacias em rampas e curva de parede.
Atualmente o termo "bicicleta BMX" é usado como um termo genérico que abrange bicicletas de corrida (class e cruiser), as usadas no estilo livre (street, vert, park e, flatland) e bicicletas dedicadas para salto (dirt).
O quadro é feitos de vários tipos de aço, alumínio, ou fibra de carbono; as mais baratas e de baixo custo geralmente são feitas de aço. As bicicletas de estilo livre de maior alcance são principalmente cromoly (41xx steel), como o cromoly leve 4130, ou o cromoly geração 3.
As bicicletas de corrida BMX usam normalmente alumínio ou fibra de carbono. As bicicletas BMX são menores em comparação com outras bicicletas. Possuem pneus grossos para melhor absorção dos choques e melhorar os saltos.

## Modelos
As bicicletas BMX estão disponíveis nestes tipos de modelos:
- Dirt-jump[1][3] ou jumpers: bicicleta apresentam pneus com banda de rodagem mais grossa e larga para melhor aderência em superfícies potencialmente soltas. Com rodas normalmente com 36 raios de calibre 13.[2]
- Flatland[1]: bicicleta flatland têm uma geometria de quadro diferente das bicicletas BMX tradicional de parque, porque andar em planície requer equilíbrio.
- Park style, ou vert:[1][3] costumam ser mais leves, reduzindo a resistência estrutural de áreas específicas da bicicleta, o que é possível porque a pilotagem no parque não ocorre em terrenos particularmente acidentados. freios opcionais.
- Race: bicicleta estilo para circuito/corrida é ágil com materiais mais leves e,[5] geometria de quadro ligeiramente diferentes (não recomendado para freestyle). Sua construção leve e ampla variedade de relações de transmissão personalizáveis permitem que as bicicletas de corrida acelerem rapidamente.
- Street:[1][3][9] bicicleta modernas de estilo de rua geralmente têm pinos com mangas compostas de náilon presas aos eixos para permitir que o ciclista triture ou se equilibre em vários obstáculos elevados. As estacas de metal caíram em desuso entre os ciclistas de rua devido à natureza desleixada dos obstáculos nas ruas. Além disso, o BMX de rua é mais pesado e mais forte devido ao esforço extra encontrado nas superfícies duras e planas do ciclismo de rua, que geralmente não têm freios a cabo, que permite que o ciclista gire o guidão sem que o cabo do freio atrapalhe. Alguns pilotos usam o pé contra o topo do pneu traseiro para desacelerar, ou instalam um freio em U na traseira com um cabo estendido ou um giroscópio para permitir a rotação completa.
- Freestyle:[3] a bicicleta freestyle é indicada para manobras em planícies (flatland), ou verticalização em skatepark.[2]

## Tamanhos
Atualmente a bike-BMX é encontrada em quatro tamanhos:
- pequena ou “S” (do inglês small);
- intermediária ou “M” (de medium);
- grande ou “L” (de large);
- extra grande ou “XL” (de extra large), com variação de tamanho no tubo superior do quadro (top tube).

Existe também a classificação por idade:
- Mini (de 4 a 6 anos), pedivelas de 155 mm, pneus de  20 x 1 1/8 ″
- Junior (de 6 a 9 anos), pedivelas de 165 mm, pneus de 20 x 1 3/8″
- Expert (de 9 a 13 anos), tubo superior mais longo, pedivelas de 170 mm, pneus de 20 x 1,5-1,75″
- Pro (acima de 12 anos), quadro de tamanho real (full-size), pedivelas de 175–180 mm, pneus de 20 x 1,75-2,2.